# Ola Kimrin

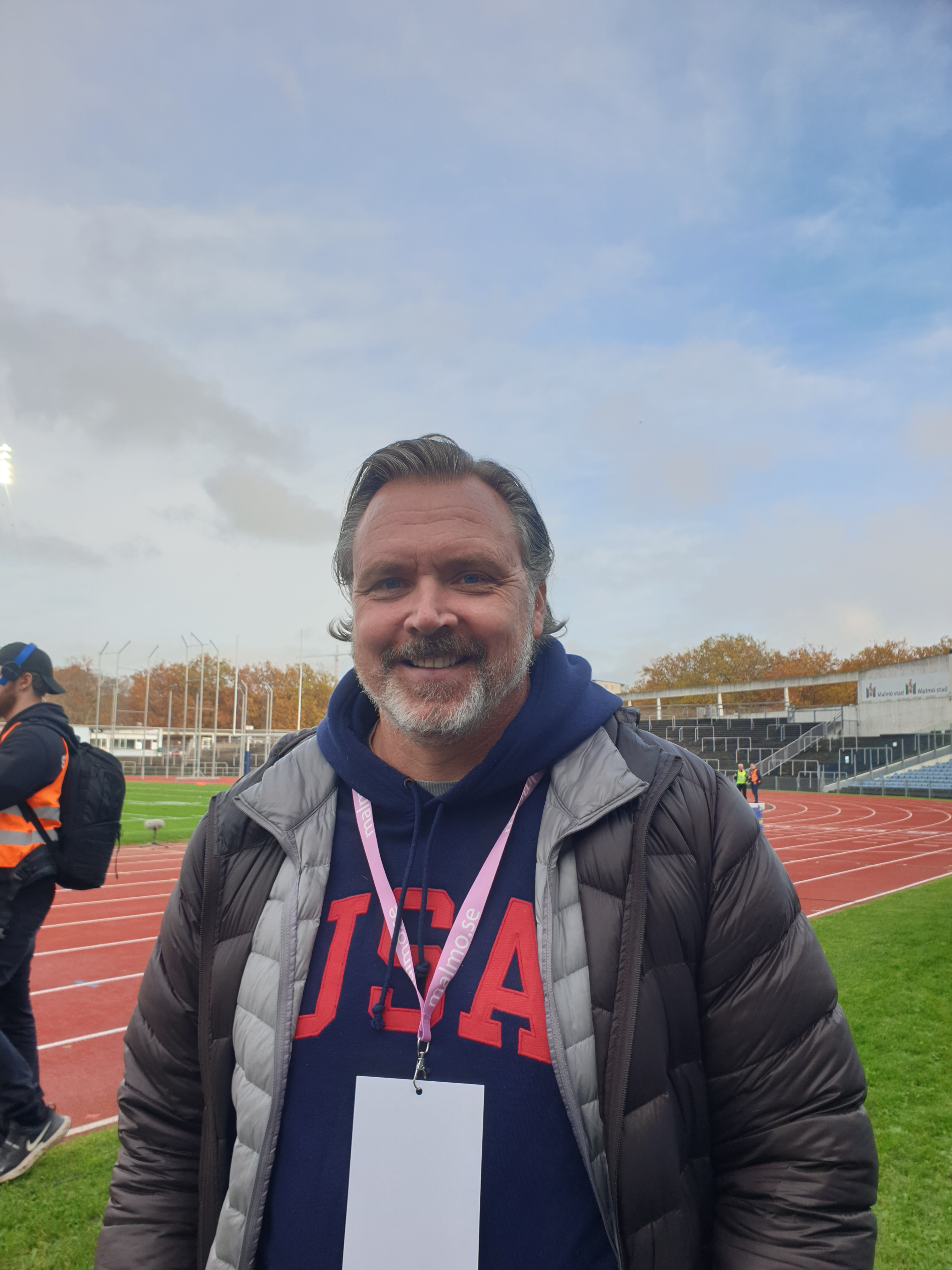
Ola Kimrin, 2021.

Ola Kimrin, född 29 februari 1972 i Malmö, är en tidigare amerikansk fotbollsspelare (kicker).
År 1999 var Kimrin med att få ett brons i VM för Sverige i amerikansk fotboll.
Ola Kimrin spelade 5 matcher för Washington Redskins i NFL 2004. Han försökte även ta en plats 2002 i Denver Broncos, 2003 i Dallas Cowboys, 2005 i Tennessee Titans och 2006 i Miami Dolphins, men lyckades inte ta en ordinarie position. Kimrin satte rekord på längsta Field Goal i amerikansk fotbollshistoria 2002, då han sparkade från 65 yards åt Denver Broncos i en försäsongsmatch mot Seattle Seahawks. Han spelade även tre säsonger för University of Texas-El Paso, innan han försökte ta sig in i NFL.
Kimrin avslutade sin fotbollskarriär 2009, men deltog 2012 i en uppvisningsmatch mellan Sverige och USA i Warszawa.
Hans son Gilbert Kimrin född 2006 är också amerikansk fotbollsspelare.